# قلعه توصیله
قلعهٔ توصیله یکی از قلعه‌های سه‌گانه و تاریخی کوخرد واقع در بخش کوخرد و درغرب استان هرمزگان ایران است.
پیشینیان کوخرد یعنی منطقهٔ تاریخی سیبه در نگهداری و نگهبانی از جان و مال و چاه‌ها و نخلستان‌ها و کشتزارهای خود که محدوده
زمین‌ها از سمت مغرب: از لُرکش شروع می‌شود تا دشت‌های پاراو و تنب بردومه، و از پشت رودخانه، از کاد ممدی تا بشکرو بوده، در دو رشته‌کوه‌های شمالی و جنوبی کوخرد قلعه‌هایی و استحکاماتی داشته‌اند که هنوز آثار آنها باقی مانده است. دژی به نام قلعهٔ توصیله در قلهٔ کوه پَرِ توصیله در گری زامردان در کوه ناخ شمال کوخرد ساخته بودند.

## اهمیت این قلعه
این قلعه نقش مهمی با قلعه سیبه (مقر حاکم وقت کوخرد قدیم) داشته است از نظر حفاظت و نظارت از منطقه.
چون در روزگار حکمران مملکت سیبه بر منطقه نگهبانانی در این قلعه نظارت ورود و خروج وراهای قلعه سیبه و منطقه را به عهده داشته بودند، و به حکم موقعیت قلعه که بر فراز قله کوهی بلند قرار داشته بود تمام منطقه سیبه و راه‌های پیرامون آن به‌وسیله دیده‌بان‌ها نظارت می‌شد، و منطقه سیبه کاملاً جلو چشم دیده‌بان‌ها قابل رؤیت بود، و هر حرکتی غیرطبیعی ملاحظه می‌کردند به حاکم ابلاغ می‌کردند. این دژ در قله کوه توصیله قرار دارد، و با ورود به پشت پَرِ دُراخی در کوه شمال و رسیدن به گری چپان بقایا قلعه از دور نمایان می‌گردد، وآثارش هنوز برجای مانده است.

## فهرست منابع و مآخذ
- محمدیان، کوخردی، محمد. به یاد کوخرد ج۲. چاپ اول، دبی: سال انتشار ۲۰۰۳ میلادی.
- درگاه فهرست آثار ملی ایران
- فهرست آثار فرهنگی تاریخی ثبت شده در فهرست آثار ملی شهرستان بستک[پیوند مرده]
- محمد، صدیق «تارخ فارس» صفحه‌های (۵۰ ـ ۵۱ ـ ۵۲ ـ ۵۳)، چاپ سال ۱۹۹۳ میلادی.
- محمدیان، کوخردی، محمد،  (شهرستان بستک و بخش کوخرد) ، ج۱. چاپ اول، دبی: سال انتشار ۲۰۰۵ میلادی.
- الکوخردی، محمد، بن یوسف، (کُوخِرد حَاضِرَة اِسلامِیةَ عَلی ضِفافِ نَهر مِهران Kookherd, an Islamic District on the bank of Mehran River) الطبعة الثالثة، دبی: سنة ۱۹۹۷ للمیلاد.